# Лачуга должника
«Лачуга должника» — российский телесериал режиссёра Александра Котта по одноимённой повести Вадима Шефнера. Съёмки проходили в 2016 году в Санкт-Петербурге и Сестрорецке. Премьера телесериала состоялась на канале «Россия-1» 6 января 2018 года.

## Сюжет
Сериал начинается с 1940 года, когда два брата и их старший друг обнаружили некий объект, капсулу, внутри которой некий эликсир (человек, который выпивает, получает долголетие на миллион лет) и послание с просьбой о помощи с планеты Ялмез. Виктор выпивает половину эликсира. Затем пропадает один из маленьких мальчиков — Петя. Вторую половину эликсира по случайности выпивает его близнец Павел Белобрысов.
В 2150 году идёт судебное разбирательство о гибели экипажа космического корабля на планете Ялмез. Подсудимым по делу является военный историк Кортиков, который рассказывает всем присутствующим правду об этом полёте, начиная со знакомства с Белобрысовым, выбором членами экипажа имени для корабля в честь девушки Эллы. В течение всего полёта происходили различные происшествия: сначала погибает три члена экипажа по причине взрыва. Во взрыве обвинили Белобрысова. Затем при посадке на Ялмез погибает врач. Во время атаки неизвестных существ погибает капитан корабля, но их спутником становится бродячий мальчик Барсик, который пытается укрыться от метаморфантов. Во время поиска безопасного места погибает ещё один член экипажа, но их спасает учёный по фамилии Благопуп. Именно этот учёный винит себя в провале его эксперимента, который привёл к несчастным последствиям.
Параллельно с будущим рассказывается о прошлом Белобрысова (с 1950-х по 2149 год — за несколько дней до отлёта на Ялмез), об отношениях с Эллой (1950-е — 2020-е годы), о попытках найти зеркальный мир (1960-е — начало 1970-х), о его личной жизни, об отношениях с сыном Максом (1990-е годы — начало 2020-е годы), о полёте на Марс, в котором он впоследствии остался один (2030-е — 2149 год). В конце сериала Павел узнает, что один из членов экипажа совершал всё то, в чём обвиняли Павла, но тот погибает при нападении метаморфантов, а Павел жертвует собой, отводя метаморфантов от жителей острова. Но в последний момент его спасает дрозд, привезённый экспедицией. Дрозд служил надёжной охраной до прибытия помощи.
Через год после судебного заседания Кортиков выливает эликсир, изъятый роботом Сырником во время отправки капсулы на острове Гусиный. Это приводит к смерти Виктора, маскирующегося под старика — председателя трибунала, и меняет всё прошлое. В том же 1940 году изменены события, три мальчика вместо капсулы находят просто старую железку.

## В ролях
| Актёр              | Роль                                  |
| ------------------ | ------------------------------------- |
| Павел Деревянко    | Павел Юрьевич Белобрысов              |
| Евгений Стычкин    | Виктор Темников                       |
| Ирина Старшенбаум  | Элла                                  |
| Елена Руфанова     | Элла Алексеевна                       |
| Вера Карпова       | Элла в старости                       |
| Евгений Пронин     | Степан Архипович Кортиков             |
| Эмилия Спивак      | жена Кортикова                        |
| Сергей Бурунов     | робот Сырник («Устройство Е-350»)     |
| Евгений Серзин     | Макс                                  |
| Фёдор Лавров       | Андрей Терентьев / Николай Терентьев  |
| Владимир Маслаков  | Борис Терентьев                       |
| Ромуальд Макаренко | помощник капитана Лев Смоллер         |
| Александр Нестеров | повар Воркун                          |
| Алексей Суренский  | техник Гена Василевский               |
| Александр Карпухов | биомедик Александров                  |
| Алексей Одинг      | бортинженер Семёнов                   |
| Вадим Сквирский    | Ламакин                               |
| Андрей Лёвин       | судья                                 |
| Валерий Кухарешин  | защитник в суде                       |
| Наталья Суркова    | обвинитель                            |
| Сергей Паршин      | отец Эллы Алексей Степанович Турбинин |
| Вадим Волков       | Сергей Павлович Королёв               |
| Юрий Лазарев       | Вадим Шефнер                          |
| Сергей Барковский  | Благопуп                              |
| Сергей Романович   | Белобрысов в юности                   |
| Матвей Тарасов     | маленький Пётр                        |
| Мирон Тарасов      | Павел в детстве                       |
| Олег Чугунов       | Виктор в детстве                      |
| Эрнст Романов      | председатель суда                     |
| Миша Котт          | Барсик                                |
| Анна Цуканова-Котт | мать Барсика                          |